# Moussa Sala
Moussa Sala (* 20. April 1937 in Dosso; † 17. Juli 1992) war ein nigrischer Offizier und Politiker.

## Leben
Moussa Sala wurde 1955, als Niger noch zu Frankreich gehörte, Mitglied der französischen Streitkräfte. Nach der Unabhängigkeit Nigers wurde er 1962 in die nigrischen Streitkräfte übernommen. Sala kommandierte 1963 die nigrische Einheit in der militärischen Auseinandersetzung mit dem Nachbarland Dahomey um die Insel Lété.
Während der Herrschaft des Obersten Militärrats unter Staatschef Seyni Kountché gehörte Moussa Sala von Beginn an und über mehrere Jahre der Regierung an. Er wurde am 22. April 1974 Minister für Gesundheit und soziale Angelegenheiten. Gesundheitsminister war zuvor Amadou Mossi gewesen. Die Funktion eines Sozialministers hatte es nicht gegeben. Am 3. Juni 1975 wechselte Sala die Ressorts und wurde in der Nachfolge von Gabriel Cyrille Minister für öffentliche Bauarbeiten, Verkehr und Stadtplanung. Als Minister für Gesundheit und soziale Angelegenheiten fungierte nunmehr Boulama Manga. Moussa Sala löste Letzteren am 21. Februar 1976 ab und wurde erneut Minister für Gesundheit und soziale Angelegenheiten. Das Amt des Ministers für öffentliche Bauarbeiten, Verkehr und Stadtplanung übernahm Moussa Bako. Am 5. September 1978 wurde Moussa Sala schließlich als Nachfolger von Idrissa Arouna Unterrichtsminister, während Yahaya Tounkara Minister für Gesundheit und soziale Angelegenheiten wurde. Sala ließ 1979 landesweit 14 Schulkantinen einrichten. Er verließ die Regierung am 9. Februar 1981 und wurde als Unterrichtsminister von Youssoufa Maïga abgelöst.
Sala wirkte danach als Generalinspektor der Streitkräfte und etwas später als Direktor der Veteranenvereinigung Office National des Anciens Combattants et Victimes de Guerre. Er ging 1985 bei den Streitkräften in den Ruhestand. Bei den Parlamentswahlen von 1989 wurde er als Abgeordneter der damaligen Einheitspartei Nationale Bewegung der Entwicklungsgesellschaft in die Nationalversammlung gewählt.
Moussa Sala starb 1992 im Alter von 55 Jahren.